# Тель-Хацор
Те́ль-Хацо́р (ивр. תֵּל חָצוֹר‎; библ. Асор) — холм (тель) на севере Израиля, расположенный в 6 км севернее Рош-Пины, западнее реки Иордан. Тель-Хацор идентифицируется с древним городом Хацор, важным политическим и торговым центром в доизраильский период. С 1967 территория Тель-Хацор объявлена национальным парком Израиля, в 2009 году площадь парка была расширена вдвое.
В 2005 году холм Тель-Хацор был внесён в список объектов всемирного наследия ЮНЕСКО, как один из «библейских холмов».

## История
Город упоминается в текстах Эблы (3 тыс. лет до н. э.), египетских папирусах (19 в. до н. э.), текстах Мари (18 в. до н. э.). В середине II тыс. до н. э. город представлял собой крупный центр, а его царь был «главою всех царств сих» (Нав. 11:10), то есть всего северного Ханаана. В результате нашествия древнеизраильских племён был захвачен и сожжён (Нав. 11:11). Однако город вскоре был восстановлен, а в эпоху Судей его жители (900 колесниц) нанесли израильтянам контрудар, так что те на 20 лет признали над собой верховенство асорского царя (Суд. 4:2—4). Затем около 1258 года до н. э. город был вторично разрушен восставшими израильтянами. Укреплён при царе Соломоне. В 732 году до н. э., как и другие города Галилеи, был разрушен Ассирией (4Цар. 15:29). Однако жизнь в Хацоре продолжалась и во II—III вв. до н. э., в эллинистический период, о чём свидетельствуют археологические находки в заповеднике Тель Хацор.

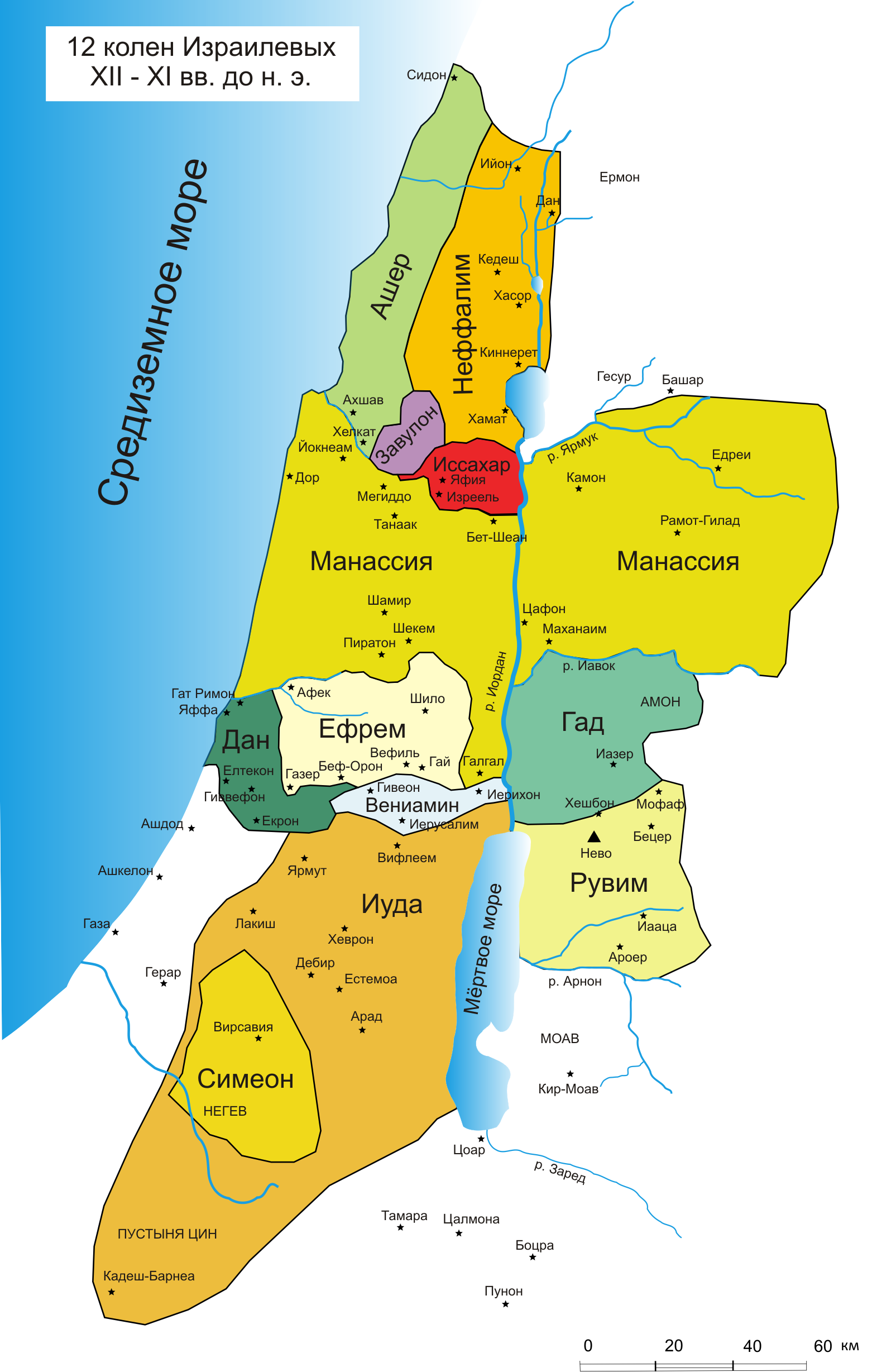
Хацор (Хасор) на северо-восточной границе Ханаана

Археологические раскопки ведутся с 1928 года.
В киббуце Айелет-ха-Шахар есть музей, посвящённый артефактам, найденным в этом холме. В настоящий момент раскопки Тель-Хацор продолжаются.
В июле 2013 года сотрудниками и студентами Еврейского университета в Иерусалиме в ходе раскопок в Тель-Хацор, были обнаружены фрагменты египетского сфинкса. Это — первый сфинкс, найденный на территории страны. На лапах сфинкса — надпись, посвященная египетскому фараону Микерину, одному из строителей пирамид Гизы. Это также первый сфинкс, посвящённый Микерину.